# Karin Field
Karin Field (* 1944 in Hamburg) ist eine deutsche Schauspielerin.

## Leben
Field begann im Alter von 20 Jahren mit der Schauspielerei. Am Schluss ihrer Karriere Mitte der 1970er Jahre spielte sie in Internationalen Film mit Bud Spencer und Terence Hill. Ihr Schaffen umfasst 20 Produktionen.

## Filmografie
- 1964: Der Fluch der grünen Augen
- 1965: Das Mädchen mit dem Mini
- 1965: St. Pauli Herbertstraße
- 1966: Die Liebesquelle
- 1966: Mädchen zwischen Sex und Sünde
- 1966: Schwarzer Markt der Liebe
- 1966: Der Bucklige von Soho
- 1967: Das Rasthaus der grausamen Puppen
- 1967: Feuer frei auf Frankie
- 1967: Allein – mit dem Tod...!
- 1968: Mister Zehn Prozent – Miezen und Moneten
- 1969: Heintje – Ein Herz geht auf Reisen
- 1971: Der Würger kommt auf leisen Socken
- 1971: Erotik im Beruf – Was jeder Personalchef gern verschweigt
- 1971: Dracula im Schloß des Schreckens
- 1971: Legend of Horror
- 1973: Die Nonnen von Clichy
- 1975: Zwei durch dick und dünn
- 1975: Buttiglione diventa capo del servizio segreto
- 1975: Fermi tutti! È una rapina